# (1039) Sonneberga
(1039) Sonneberga – planetoida z pasa głównego asteroid okrążająca Słońce w ciągu 4 lat i 141 dni w średniej odległości 2,68 au. Została odkryta 24 listopada 1924 roku w Landessternwarte Heidelberg-Königstuhl w Heidelbergu przez Maxa Wolfa. Nazwa planetoidy pochodzi od Sonneberg Observatory. Przed jej nadaniem planetoida nosiła oznaczenie tymczasowe (1039) 1924 TL.